# Brit–amerikai háború (1812)
Az 1812-es brit–amerikai háború a Brit Birodalom és az Amerikai Egyesült Államok között zajlott. Június 18-án amerikai hadüzenettel kezdődött James Madison amerikai elnök amerikai kongresszushoz június 1-jén intézett felhívását követően és 1815 elején ért véget. (Angol nyelvterületen a konfliktus neve egyszerűen csak „1812-es háború” (war of 1812).

## Békeszerződés
A békeszerződést 1814. december 24-én írták alá Gentben, de híre nem ért el az Egyesült Államokba egészen 1815 februárjának közepéig. A szerződést a szenátus egyhangúlag elfogadásra javasolta február 6-án, majd február 17-én Madison elnök jóváhagyta, végül 1815. február 18-án hirdették ki.